# سيرخيو أريباس (لاعب كرة قدم مواليد 1995)
سيرجيو أريباس (بالإسبانية: Sergio Arribas Blázquez) هو لاعب كرة قدم إسباني في مركز الوسط، ولد في 7 يوليو 1995 في ليغانيس في إسبانيا. لعب مع نادي ليغانيس.

## وصلات خارجية
- سيرجيو أريباس على موقع قاعدة بيانات كرة القدم.إي يو (الإنجليزية)
- سيرجيو أريباس على موقع Soccerway.com (الإنجليزية)
- سيرجيو أريباس على موقع AS.com (الإسبانية)